# 2-ethylhexan-1-ol
2-Ethylhexan-1-ol (někdy také jen 2-ethylhexanol nebo isooktanol) je mastná kapalina, derivát uhlovodíku, která se vyrábí ve velkém měřítku. Je prakticky nerozpustná ve vodě, avšak dobře rozpustná ve většině organických rozpouštědel.

## Použití
Téměř všechen 2-ethylhexanol, který se vyrábí, je používán na výrobu esterů, které zpravidla mají změkčující účinky. Nejdůležitější z nich je bis(2-ethylhexyl)-ftalát (zkratka DEHP), změkčovadlo používané v PVC. Dále se taktéž používá na výrobu bis(2-ethylhexyl)adipátu nebo oktylsalicylátu.

## Výroba
2-ethylhexanol se vyrábí z butyraldehydu. Vyrábí se jej přes 2 500 000 tun ročně.
V laboratoři je možné vyrobit 2-ethylhexanol ze změkčeného PVC. Jelikož změkčené PVC nejčastěji obsahuje bis(2-ethylhexyl) ftalát, který můžeme rozpustit v organických rozpouštědlech, čímž oddělíme DEHP od PVC. Přidáním hydroxidu sodného do roztoku vznikne 2-ethylhexanol a ftalát sodný.

## Názvosloví
2-ethylhexanol lze nazvat isooktanolem, avšak to může znamenat i jiné izomery (viz isooktanol).